# Madeleine Rebérioux
Madeleine Rebérioux (* 8. September 1920 in Chambéry als Madeleine Armoudruz; † 7. Februar 2005 in Paris) war eine französische Historikerin.

## Leben
Madeleine Rebérioux war das älteste von drei Kindern der Literaturlehrerin Elise Thonon und des Finanzbeamten Pierre Amoudruz und wurde katholisch erzogen. Sie gewann bei den landesweiten Wettbewerben für die Grandes écoles 1937 mit einem Thema über die Presse von 1815 bis 1848 den ersten Preis in Geschichte und studierte an der École normale supérieure de jeunes filles. Im Zweiten Weltkrieg wurde ihr Bruder als Mitglied der Résistance deportiert. Sie studierte teilweise in Clermont-Ferrand, wohin ihre Alma Mater, die Universität Straßburg, exiliert war. Sie war eine Schülerin von Ernest Labrousse. Nach dem Krieg schloss sie sich der Kommunistischen Partei an und war im Stadtrat von Mulhouse. Außerdem war sie Gymnasiallehrerin, ab 1961 Assistentin an der Sorbonne und ab 1969 Professorin an der Universität Paris VIII (Vincennes). Ab 1978 lehrte sie auch an der École des hautes études en sciences sociales.
Sie war Spezialistin für die Dritte Republik und die Arbeiterbewegung und  schrieb eine Biographie von Jean Jaurès, über den sie auch promoviert wurde. 1971 bis 1982 gab sie die Zeitschrift Mouvement Sociale heraus.
In den 1950er und 1960er Jahren war sie als Bürgerrechtlerin gegen den Algerienkrieg aktiv und unterschrieb 1960 das Manifest der 121. In den 1960er Jahren war sie gegen den Vietnamkrieg aktiv und wurde 1969 aus der Kommunistischen Partei Frankreichs ausgeschlossen, weil sie für die linksextreme Zeitschrift Politique aujourd’hui schrieb.
1991 bis 1995 war sie Präsidentin der Ligue des droits de l’homme. Ihr Sohn Vincent Rebérioux war dort Generalsekretär.
Sie war Offizierin der Ehrenlegion.

## Schriften
- Einleitung und Anmerkungen zu Jean Jaurès: contre la guerre et la politique coloniale (= Textes choisis. Bd. 1). Éditions Sociales, 1959.
- mit Georges Haupt La Deuxième Internationale et l’Orient. Éditions Cujas, 1967.
- Jaurès et la Classe ouvrière. Maspero, 1975.
- La République radicale ? 1898–1914. Nouvelle histoire de la France contemporaine, Band 11, Éditions du Seuil, 1975.
- Les Ouvriers du livre et leur Fédération. Temps Actuel, 1981.
- Ils ont pensé les droits de l’homme. EDI-Ligue des droits de l’homme, 1989.
- Jaurès : la parole et l’acte. Reihe Découvertes Gallimard (nº 220), Gallimard, 1994.
- Parcours engagés dans la France contemporaine. Belin, 1999 (Aufsatzsammlung).
- Vive la République ! Histoire, droits et combats de 1789 à la guerre d’Algérie. Démopolis, 2009 (Aufsatzsammlung).